# Marcelino Gavilán y Ponce de León
Marcelino Gavilán y Ponce de León (Valladolid, 4 de junio de 1909–Madrid, 9 de marzo de 1999) fue un jinete español que compitió en la modalidad de salto ecuestre.
Participó en dos Juegos Olímpicos de Verano, obteniendo una medalla de plata en la prueba por equipos (junto con Jaime García Cruz y José Navarro Morenés), y el décimo lugar en Helsinki 1952, en la misma prueba.

## Palmarés internacional
| Juegos Olímpicos | Juegos Olímpicos      | Juegos Olímpicos | Juegos Olímpicos |
| Año              | Lugar                 | Medalla          | Categoría        |
| ---------------- | --------------------- | ---------------- | ---------------- |
| 1948             | Londres (Reino Unido) | Medalla de plata | Por equipos      |